# Creative Assembly
Creative Assembly (офіційно The Creative Assembly Ltd) — британська компанія-розробник відеоігор, заснована 28 серпня 1987 року Тімом Енселем (Tim Ansell). Найбільш відома своєю серією ігор Total War (Shogun, Medieval, Rome and Medieval 2: Total War) а також деякими спортивними симуляторами, що розроблялись для видавництва EA під брендом EA Sports в період між 1993 і 2000. 9 березня 2005 року Creative Assembly була придбана корпорацією SEGA.
Подібно до інших британських компаній що виникли в 90-х, розташована в Сассексі. Creative Assembly займалась портуванням для DOS ігор від Amiga та ZX Spectrum. Серед них Geoff Crammond's Stunt Car Racer, Shadow of the Beast для Psygnosis, і FIFA International Soccer для EA Sports.
Хоча компанія була добре знана серед ігрової спільноти проривом першою грою на шляху до визнання стала перша гра з серії Total War  — Shogun: Total War. Суміш turn based game на зразок KOEI's Nobunaga's Ambition і massive real time strategy, що могла включати тисячі юнітів на котрих впливала погода та місцевість. Дія відбувається в Японії періоду Сенґоку. Гра мала шалений успіх та і добре продавалася. Потім було випущено одне розширення (Mongol Invasion) і два сіквели, Medieval: Total War та Rome: Total War кожен зі своїми розширеннями. Далі вийшла Medieval 2: Total War розроблена в Брисбені (Австралія) і випущена Sega в листопаді 2006.
9 березня 2005 року SEGA купила компанію за близько $30 млн в рамках інвестування європейських software houses.

## Розробки ігор
- Shogun: Total War (червень 13, 2000)
  - Mongol Invasion (доповнення до Shogun: Total War)
- Medieval: Total War (серпень 19, 2002)
  - Viking Invasion (доповнення до Medieval: Total War)
- Rome: Total War (вересень 22, 2004)
  - Barbarian Invasion (доповнення до Rome: Total War)
  - Alexander (доповнення до Rome: Total War)
- Spartan: Total Warrior (жовтень 24, 2005)
- Medieval II: Total War (листопад 2006)
  - Medieval II: Total War: Kingdoms (доповнення до Medieval II: Total War)
- Viking: Battle for Asgard (березень 2008)
- Empire: Total War (2009)
- Napoleon: Total War
  - The Peninsular (доповнення до Napoleon)
- Total War: Shogun 2
  - Rise of the Samurai (доповнення до Shogun 2)
  - Fall of the Samurai (доповнення до Shogun2)
- Alien: Isolation  (2014)
- Total War: Attila (2015)
- Total War: Warhammer (2016)
- Halo Wars 2 (2017)
- Total War: Warhammer II (2017)
- Total War Saga: Thrones of Britannia (2017)
- Total War: Threee Kingdoms (2019)
- Total War Saga: Troy (2020)
- Total War: Rome Remastered (2021)
- Total War: Warhammer III (2021)